# Zuel
Zuel (Śuel in ladino) è un villaggio nel comune di Cortina d'Ampezzo, in provincia di Belluno. L'altitudine media è di 1.154 m.

## Descrizione
Situata ai piedi del massiccio sul versante sud-occidentale della Conca ampezzana, circa 2,5 km a sud dell'abitato di Cortina, la frazione di Zuel rappresenta la "porta d'accesso" meridionale alla celebre località di villeggiatura: attraversata dalla SS 51 di Alemagna, infatti, Zuel è il punto in cui la splendida Valle d'Ampezzo si schiude completamente agli occhi del viaggiatore.
Posizionata poco più di un chilometro più avanti di Acquabona, che segna il limite meridionale del comune ampezzano, Zuel è divisa in due differenti località, chiamate Zuel di sopra (in ladino: Śuel de sora) e Zuel di sotto (Śuel de sote), e costituisce uno dei centri abitati più consistenti d'Ampezzo come numero di popolazione.
La frazione è sede, inoltre, di uno dei sei sestieri e di una delle undici regole del territorio ampezzano.

## Monumenti e luoghi d'interesse

### TrampolinoItalia
Sulla collina di Zuel dove oggi sorge il celebre Trampolino olimpico "Italia", divenuto uno dei simboli d'Ampezzo, già esisteva, fin dagli anni trenta, un trampolino in legno per il salto con gli sci, utilizzato principalmente per gli allenamenti degli atleti. L'attuale struttura, invece, fu costruita nel 1955 in occasione dei VII Giochi olimpici invernali, ed inaugurata l'8 dicembre di quello stesso anno.

### Chiesa di San Rocco
La Chiesa di San Rocco, sita a Zuel di sopra, è dedicata a San Rocco di Montpellier, venerato come protettore dalla peste. L'edificio, consacrato il 10 settembre 1604, è costruito in tipico stile tirolese, con il caratteristico campanile a cipolla. Vi è conservato il Cristo de Śuel, un crocifisso del XVII secolo che, secondo la tradizione, sarebbe stato miracolosamente rinvenuto nell'estate del 1695 tra lo strame di una stalla di Zuel.

## Infrastrutture e trasporti
La fermata di Zuel sorgeva lungo la ferrovia delle Dolomiti, attiva in questa tratta fra il 1921 e il 1964.